# Кызылуй (сельский округ имени Мукана Иманжанова)
Кызылуй (каз. Қызылүй) — село в Улытауском районе Карагандинской области Казахстана. Входит в состав сельского округа им.Мукана Иманжанова. Код КАТО — 356063200.

## Население
В 1999 году население села составляло 127 человек (74 мужчины и 53 женщины). По данным переписи 2009 года, в селе проживало 77 человек (52 мужчины и 25 женщин).